# 京都塔

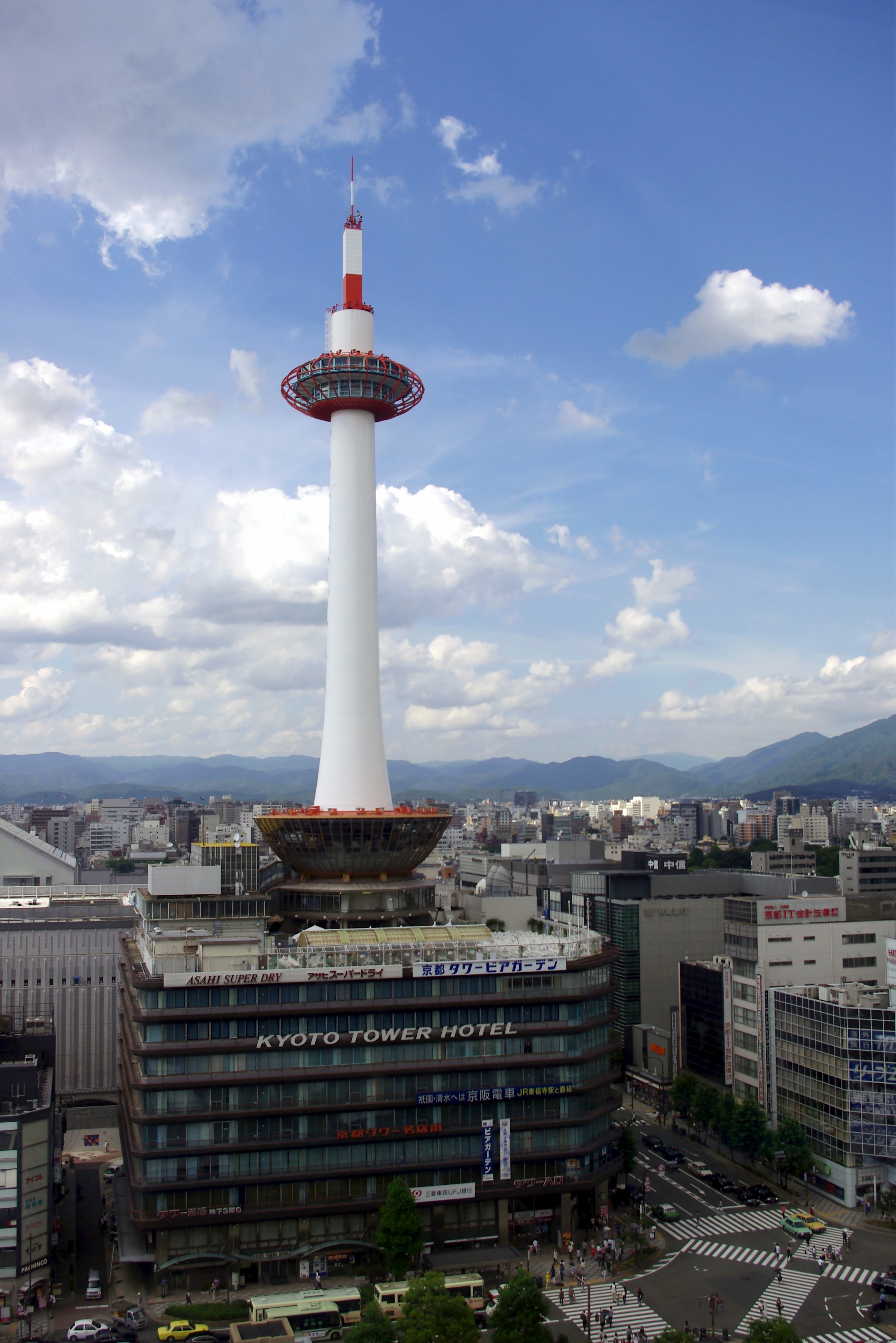
自京都車站頂樓眺望京都塔一景。除了京都塔外，也可見到畫面下方作為塔基、樓高九層的京都塔大樓，與大樓門前的鹽小路通-烏丸通交叉路口。

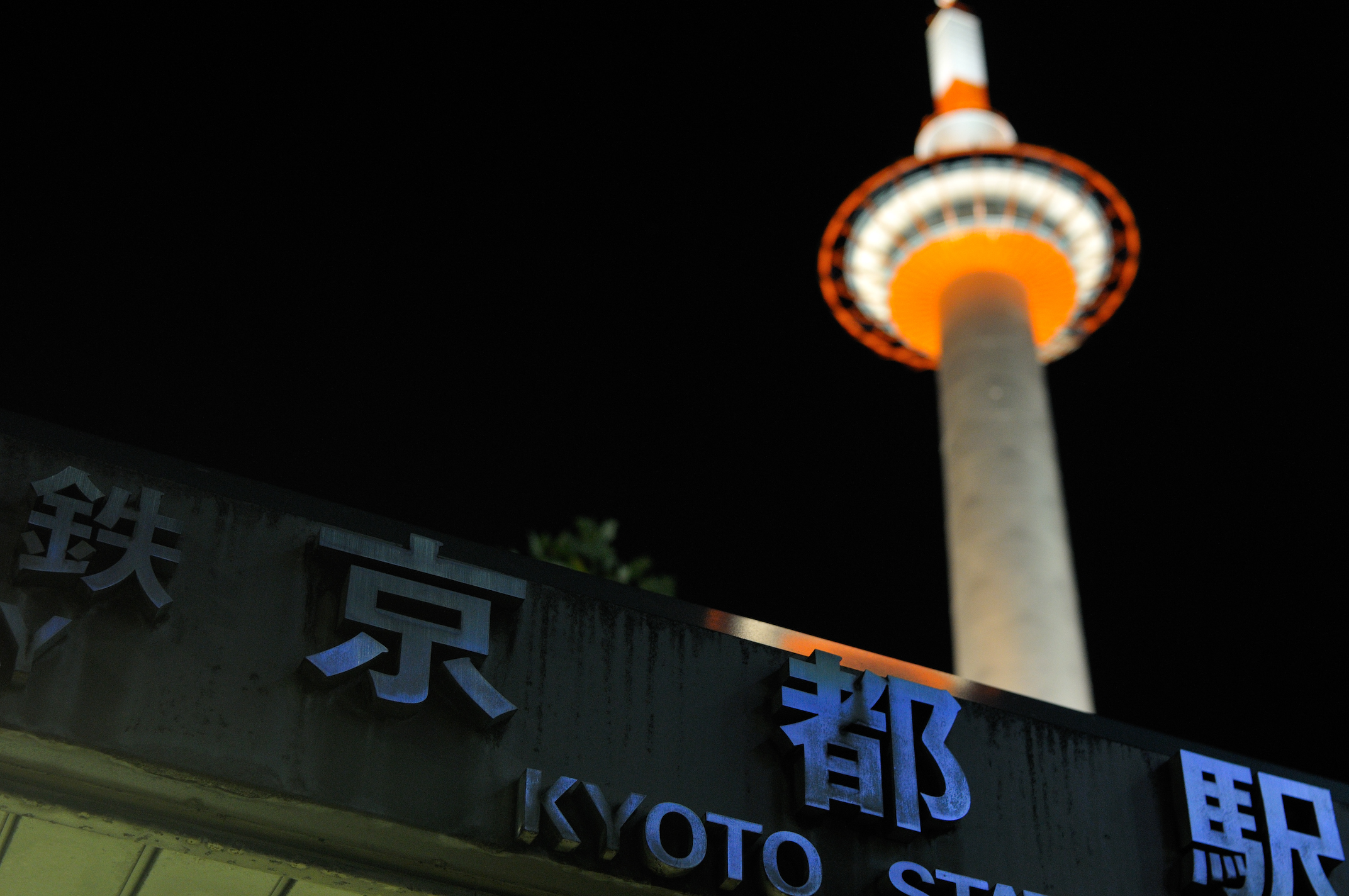
夜間的近鐵京都車站出入口與背景的京都塔。

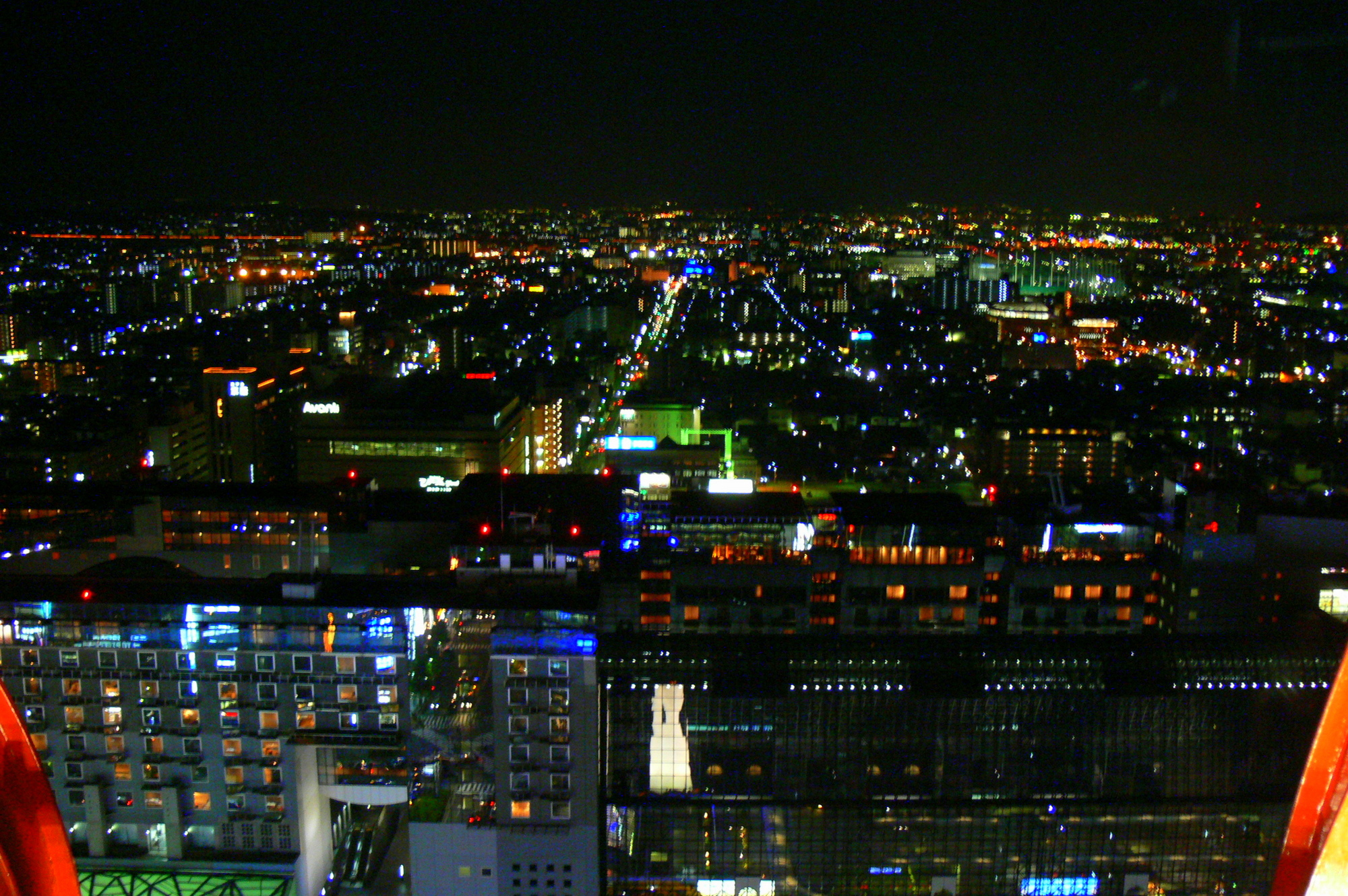
自京都塔上瞭望京都車站（前景）與市區南側市街地的夜景。

京都塔（日语：きょうとタワー）是一座位於日本京都市下京區的瞭望塔，與京都車站烏丸中央口隔街相望，是車站地區知名的地標之一。

## 概要
京都塔是由隸屬於京阪電氣鐵道集團的京都塔股份有限公司（京都タワー株式会社）維護營運，包括作為塔基的「京都塔大樓」（京都タワービル）在內，總高131公尺。京都塔的造型是由建築師山田守操刀，結構部分則是由京都大學工學部建築學教室負責，於1964年（昭和39年）12月28日啟用，施工期約1年10個月。雖然京都市本身並不臨海，但京都塔卻很獨特地採用了燈塔的造型作為外觀主題。在京都塔建成的那個時代，大部分的塔狀建築都是採鋼骨桁架結構（例如巴黎的艾菲爾鐵塔），但京都塔卻很獨特地採用了封閉式的設計，以厚度介於12至22公厘之間的特殊鋼板製作成的圓筒熔接而成，本體高100公尺、重量約800噸的塔身之內完全沒有受力結構，是日本最早的外牆承重結構建築之一。考量到日本地處地震帶上，也是颱風盛行的地區，因此京都塔在設計時，使用了比一般建築物高出一倍的安全係數，並安然度過風速高達50公尺/秒的颱風與阪神大地震洗禮。

## 內部樓層
京都塔的內部共有五層樓板，其中T1至T3層（相當於整棟建築的11樓至13樓）位於大樓的上方、塔的基底部位。其中，T1層是售票口與電梯搭乘處，在夏季時戶外的樓頂還會開設啤酒花園；T2層為活動會場；T3層設有觀景餐廳（SkyRoom）。至於在塔高100公尺處，則設有T4與T5兩層樓板，皆是作為瞭望室使用，總容量可達500人。在連結下三層樓板與上兩層樓板的塔身中，藏有共285階的樓梯。
至於作為京都塔基座的京都塔大樓，則是一棟地下三樓與地上九樓的建築，總佔地面積2783平方公尺。大樓的地下一樓至四樓被作為百貨商場、美食街、銀行、書店與牙醫醫院使用，五至九樓則是京都塔飯店所屬的設施與客房樓層（飯店櫃臺設於一樓）。地下二樓為長途夜行巴士的乘車場，而在大樓地下三樓處，則設有京都塔大浴場，除了提供給飯店的住客使用外，也開放供搭乘夜車的民眾放鬆身心。京都塔飯店與同樣位於京都車站周圍的京都塔飯店分館（原稱京都第3塔飯店）及京都第2塔飯店，共同構成京都塔飯店連鎖集團，是京阪集團的子企業之一。

## 外部連結
- （日語）京都塔官方網站首頁
- （日語）京都塔飯店連鎖集團首頁

34°59′15.12″N 135°45′33.67″E / 34.9875333°N 135.7593528°E
1. ↑  . followustotravel.   [2025-03-24] （中文）.
2. ↑  . followustotravel.   [2025-04-17] （中文）.